# Danilo Sarugia
Danilo Sarugia (Milano, 27 febbraio 1939) è un giornalista italiano, attualmente opinionista per la trasmissione Diretta Stadio  in onda sull'emittente 7 Gold.

## Biografia
Ha cominciato la carriera giornalistica come inviato del Corriere Lombardo e del settimanale Milaninter, successivamente è passato al periodico Nevesport.
È stato collaboratore dei quotidiani Roma, Il Mattino, Giornale di Sicilia.
Dal 1981 al 1985 è stato il direttore responsabile della rivista Inter Football Club e capo ufficio stampa dell'Inter, mentre dal 1986 al 1995 è stato redattore del giornale La Notte.
Nel corso degli anni novanta ha cominciato a seguire le partite di campionato dell'Inter presso emittenti regionali della Lombardia, prima ad Antennatre e poi a Telenova.
Le sue capacità di telecronista sportivo lo hanno reso popolare nel corso del programma 
Diretta Stadio...ed è subito goal, (1999-2002) un talk-show in onda su Italia 7 Gold condotto (in quel periodo) da Giorgio Micheletti;
oltre a commentare le partite di campionato, Sarugia è stato telecronista delle partite di Coppa UEFA 2001-2002 Valencia-Inter e Feyenoord-Inter, trasmesse dall'emittente.
Lasciata Diretta Stadio...ed è subito goal, è passato dal ruolo di telecronista al ruolo di opinionista tornando per un anno a Telenova (2003-2004) e poi a Italia 7 Gold (dal 2004) sempre a Diretta Stadio fino ad oggi. La sua frase più famosa è "Il calcio è una materia già difficile per me. Figuriamoci per voi!"
Attualmente collabora con Il Gazzettino di Venezia e Metro.

## Libri
- Grande Inter, Sperling & Kupfer, Milano 2007.
- Il secolo dell'Inter. Vocabolario illustrato della lingua «Beneamata», con Paolo Viganò, Limina, Arezzo s.d.
- Grande Inter «Figlia di Dio». La leggendaria squadra di Moratti e Herrera, pref. di M. Moratti, Liminia, Arezzo, s.d.